# Lukas Dolgner

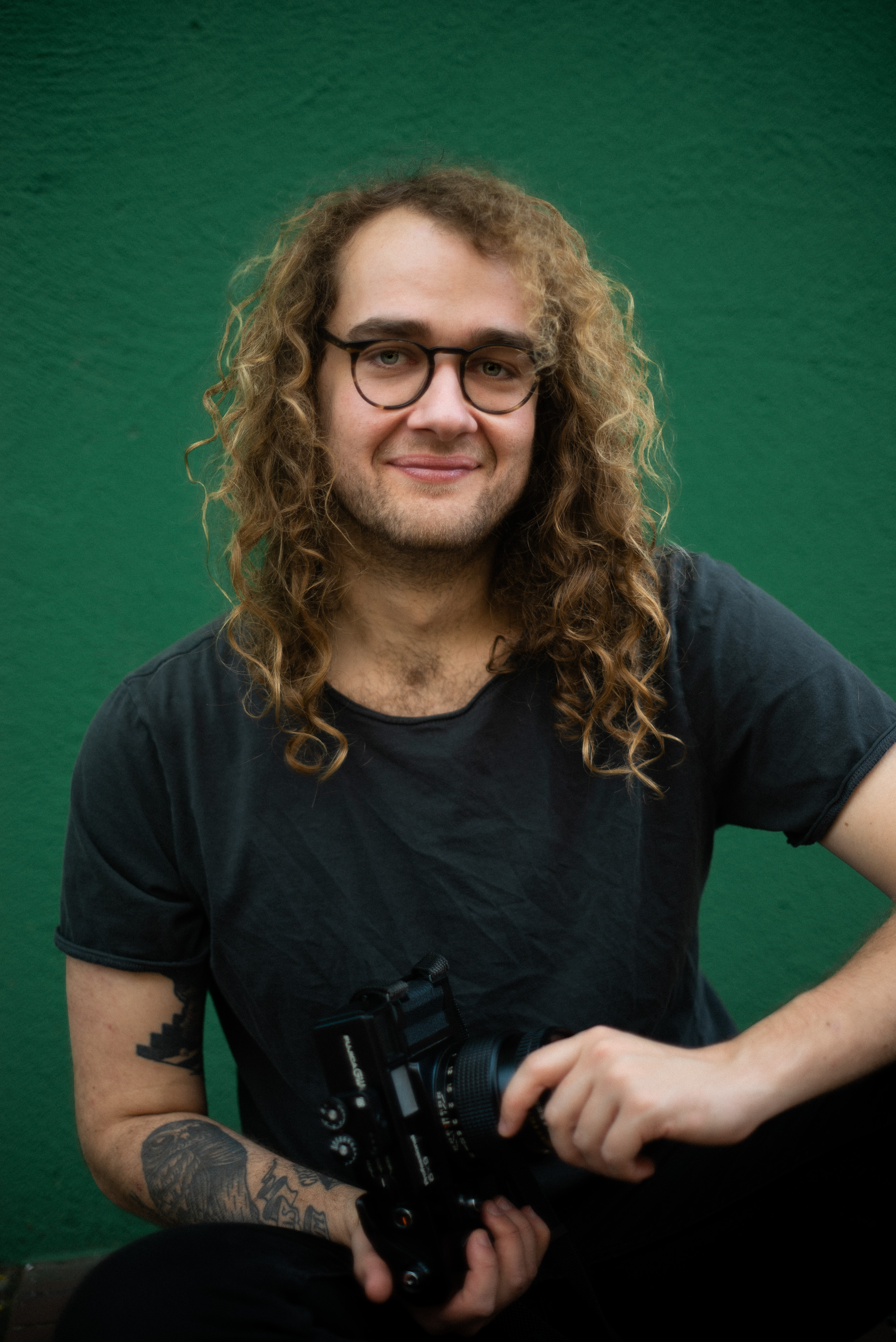
Lukas Dolgner

Lukas Dolgner (* 8. November 1993 in Langenhagen) ist ein deutscher Kameramann.

## Leben
Dolgner wuchs in der Nähe von Hannover als Sohn eines Heizungsinstallateurs und einer Groß- und Außenhandelskauffrau auf. Als Kind machte er erste Filme im Stop-motion-Verfahren mit dem Camcorder seiner Eltern. Sein erster Live-Action Kurzfilm Und der Himmel ist Blau (2010) brachte ihm erste Erfolge bei lokalen Schüler- und Jugendfilmfestivals ein. Im Jahr 2012 drehte er seinen ersten Spielfilm als Kameramann unter der Regie von R. Scott Williams in Prag.
Seit 2013 lebt Dolgner in Berlin und absolvierte zunächst die Ausbildung zum Mediengestalter Bild u. Ton in einem Filmtechnikverleih. Während der Ausbildung lernte er den Österreichischen Künstler Kevin Kopacka kennen, mit dem er 2014 den Kurzfilm HADES drehte. Der Film lief auf  Festivals weltweit und gewann einige Auszeichnungen.
Nach weiteren gemeinsam produzierten Filmen drehten Dolgner und Kopacka zuletzt den Spielfilm Dawn Breaks Behind the Eyes.

## Filmografie (Auswahl)
- 2012: Descending Roads – Regie R. Scott Williams
- 2014: HADES – Regie: Kevin Kopacka
- 2015: Everyonce – Regie: Kevin Kopacka
- 2016: TLMEA – Regie: Kevin Kopacka
- 2016: DYLAN – Regie: Kevin Kopacka
- 2020: HAGER – Regie: Kevin Kopacka
- 2021: Dawn Breaks Behind the Eyes – Regie: Kevin Kopacka